# Anagonia major
Anagonia major là một loài ruồi trong họ Tachinidae.